# Manuel López Iglesias
Manuel López Iglesias (Màlaga, 6 de març de 1899 - Ciutat de Mèxic, 20 de desembre de 1961) va ser un militar espanyol que va participar en la Guerra Civil Espanyola.

## Biografia
Va ingressar en l'academia d'infanteria en 1916. Va participar en la Guerra del Rif, on va ser oficial de Regulars marroquins.
Amb la proclamació de la Segona República es va acollir a la Llei Azaña i va abandonar l'Exèrcit amb el rang de capità d'infanteria.
Després del començament de la Guerra Civil, López Iglesias es va incorporar al Cinquè Regiment i va passar a manar el Batalló de Milícies Gallegues, participant en la defensa de Madrid. Posteriorment aquesta unitat s'integraria en el 1a Brigada Mixta, que va passar a manar en substitució d'Enrique Líster. A partir d'abril de 1937 es va convertir en cap d'Estat Major de la 11a Divisió, i a partir d'abril de 1938, cap d'Estat Major del V Cos d'Exèrcit. Per a llavors ja ostentava el rang de coronel.
Cap al final de la contesa va creuar els Pirineus i es va exiliar a França, traslladant-se posteriorment a Cuba al costat d'altres exiliats. Allí es va establir a l'Havana, on va realitzar diverses labors de caràcter cultural i polític. Va arribar a adquir la nacionalitat cubana, malgrat la qual cosa es va traslladar a Mèxic cap a 1950.
Va morir a Ciutat de Mèxic a la fi de 1961.